# ریپابلیک (پنسیلوانیا)
ریپابلیک (به انگلیسی: Republic) یک منطقهٔ مسکونی در ایالات متحده آمریکا است که در پنسیلوانیا واقع شده‌است. ریپابلیک ۱٬۰۹۶ نفر جمعیت دارد.